# Informalismo

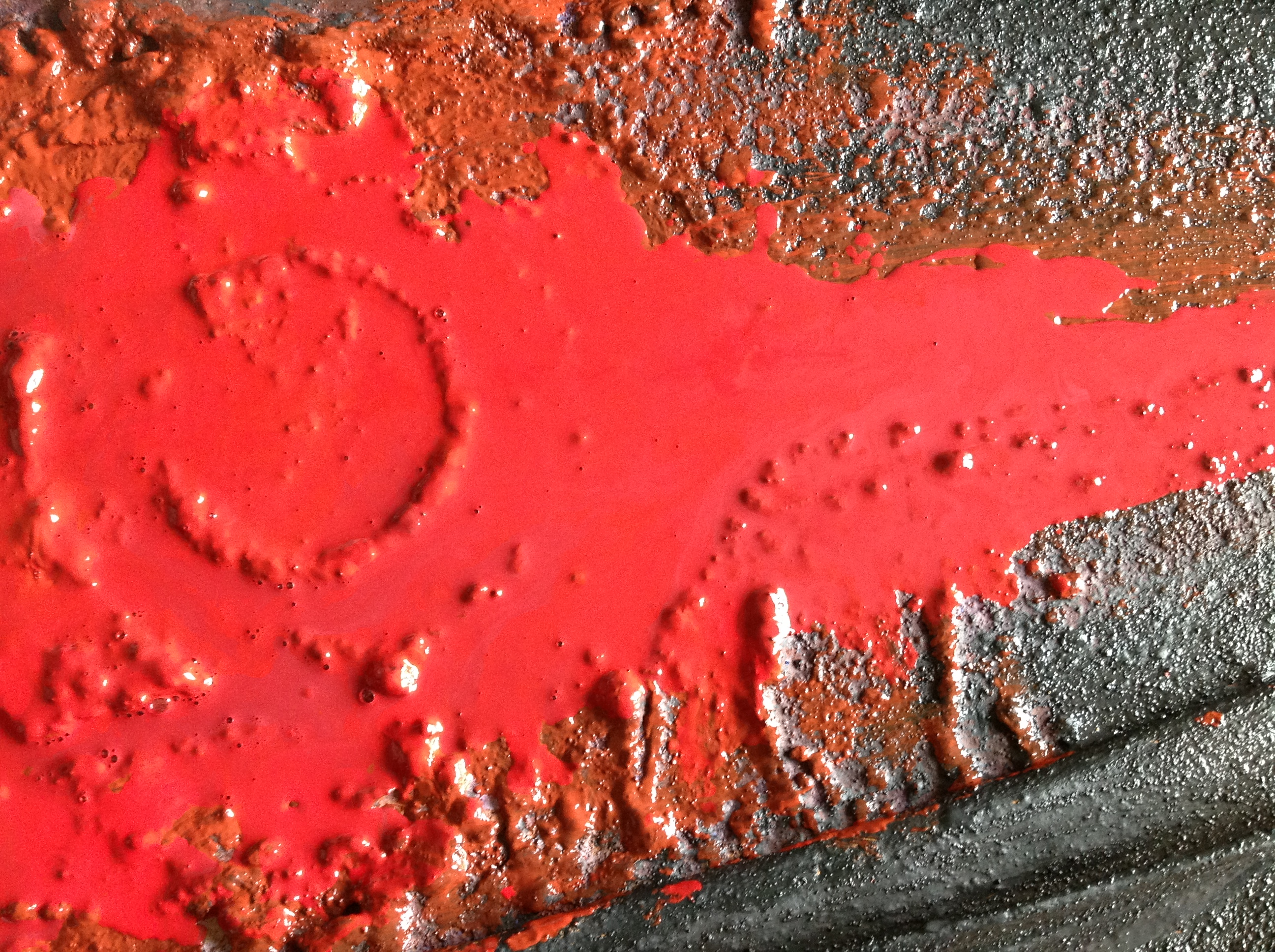
Detalle 1 (2013), de Laurent Jiménez-Balaguer.

El informalismo es un movimiento artístico que abarca todas las tendencias abstractas y gestuales que se desarrollaron en Francia, España e Italia durante la segunda posguerra mundial, en paralelo con el expresionismo abstracto estadounidense. El movimiento fue bautizado por Juan Eduardo Cirlot, quien fue su principal ideólogo.
Dentro de él se distinguen diferentes corrientes, como la abstracción lírica, la pintura matérica, la Nueva escuela de París, el tachismo, el espacialismo o el art brut. El crítico de arte francés Michel Tapié acuñó el término arte otro (art autre) en el libro homónimo, de 1952, sobre el arte abstracto no geométrico. En el siglo XXl, este estilo ha dado la creación del Nuevo Informalismo en Chevry ll, en Gif-sur-Yvette, Francia.

## Prácticas pictóricas
Dentro de esta tendencia, cada artista deja toda la libertad a lo imprevisto de las materias.

## Grupo El Paso
El Paso es un colectivo de artistas fundado en febrero de 1957 en Madrid, siendo el grupo de mayor relevancia en la configuración y definición de la vanguardia española de posguerra.

## Artistas informalistas
- Enrico Accatino
- François Arnal
- José Balmes
- Gracia Barrios
- Willi Baumeister
- Juan Bocanegra
- Sofia Bigotona Bustos
- Albert Casals
- Eduardo Chillida
- Martín Chirino
- Modesto Ciruelos
- Carlos Contramaestre
- Jesús de Miguel Pérez
- Noemí Di Benedetto
- Agenore Fabbri
- Fred Friedrich
- Juana Francés
- Alberto Greco
- Josep Guinovart
- Laurent Jiménez-Balaguer
- Manolo Millares
- Lucio Muñoz
- Rafael Navarro
- Josep Navarro Vives
- Jorge Páez Vilaró
- Joaquim Pujol Grau
- Luis Rey Polo
- Gian Carlo Riccardi
- Alfred Otto Wolfgang Schulze
- Pablo Serrano
- Antoni Tàpies
- Luis Wells
- Fernando Zóbel
- Nirma Zárate